# Blondie (serie televisiva 1957)
Blondie  è una serie televisiva statunitense in 26 episodi trasmessi per la prima volta nel corso di una sola stagione nel 1957.
È una sitcom basata sul fumetto Blondie e Dagoberto (Blondie) e incentrata sulle vicende della casalinga Blondie Bumstead e del marito architetto Dagwood, entrambi appartenenti alla piccola borghesia statunitense.
La serie ebbe un remake, Blondie, serie televisiva trasmessa dal 1968 al 1969 sulla CBS.

## Personaggi e interpreti
- Blondie Bumstead (26 episodi, 1957), interpretata da Pamela Britton.
- Dagwood Bumstead (26 episodi, 1957), interpretato da Arthur Lake.
- J.C. Dithers (26 episodi, 1957), interpretato da Florenz Ames.
- Cookie (26 episodi, 1957), interpretato da Ann Barnes.
- Alexander (26 episodi, 1957), interpretato da Stuffy Singer.
- Herb Woodley (26 episodi, 1957), interpretato da Harold Peary.
- Harriet Woodley (3 episodi, 1957), interpretata da Hollis Irving.
- Cora Dithers (2 episodi, 1957), interpretata da Elvia Allman.
- Cora Woodley (2 episodi, 1957), interpretata da Lela Bliss.
- Eloise (2 episodi, 1957), interpretata da Pamela Duncan.
- Ufficiale Kelly (2 episodi, 1957), interpretato da Frank Sully.

## Produzione
La serie fu prodotta da Hal Roach Studios e King Features Production e girata negli Hal Roach Studios a Culver City in California.

### Registi
Tra i registi della serie sono accreditati:
- Paul Landres in 14 episodi (1957)
- Hal Yates in 4 episodi (1957)
- Abby Berlin
- Gerald Freedman

### Sceneggiatori
Tra gli sceneggiatori della serie sono accreditati:
- John L. Greene in 10 episodi (1957)
- George Carleton Brown
- Frank Gill Jr.
- Tom Reed

## Distribuzione
La serie fu trasmessa negli Stati Uniti dal 4 gennaio 1957 al 28 luglio 1957 sulla rete televisiva NBC.

## Episodi
| Stagione       | Episodi | Prima TV USA |
| -------------- | ------- | ------------ |
| Prima stagione | 26      | 1957         |